# Scott Steele
Randall Scott Steele (Newport (Rhode Island), 26 de fevereiro de 1958) é um velejador estadunidense, medalhista olímpico.

## Carreira
Scott Steele representou seu país nos Jogos Olímpicos de 1984, na qual conquistou medalha de prata na classe mistral em 1984. 